# АШ-21
АШ-21 — однорядный семицилиндровый звездообразный мотор с воздушным охлаждением, созданный в ОКБ Аркадия Швецова. Устанавливался на учебно-тренировочных самолётах Як-11, УТБ-2; на экспериментальном самолёте Бе-8.

## Разработка
АШ-21 был создан в результате «уполовинивания» 14-цилиндрового мотора АШ-82, с которым имел высокую степень унификации. В отличие от аналогичного по происхождению двигателя АИ-26 сохранил систему наддува от приводного центробежного нагнетателя, благодаря чему имел бо́льшую мощность. В период с 1947 по 1955 год выпущено 7636 двигателей. АШ-21 с 1952 года производились в ЧССР по лицензии под названием М-21.